# Lingue altaiche
Le lingue altaiche sono una famiglia linguistica che include 60 lingue parlate da circa 250 milioni di persone, particolarmente in Asia centrale, settentrionale e orientale. La relazione tra le diverse lingue altaiche è ancora oggetto di dibattito e l'esistenza stessa di una famiglia altaica è stata messa in dubbio.
I sostenitori della tesi genetica considerano la famiglia altaica costituita dai seguenti sottogruppi:
- lingue turche
- lingue mongoliche
- lingue tunguse (o manciu-tunguse)

In genere si ritiene che la lingua coreana e la lingua giapponese siano lingue isolate, tuttavia alcuni studiosi le considerano apparentate con le lingue altaiche.
L'ainu è stato occasionalmente suggerito come facente parte della famiglia altaica, ma questa teoria ha avuto poco seguito e si tende ora ad inserirla nella famiglia paleosiberiana.

## Storia della teoria altaica
La famiglia altaica, con il nome di tartara, fu postulata da Wilhelm Schott già nel 1849, che vi incluse il turco, il mongolo e il tunguso. Schott usò il termine altaico per il gruppo che oggi si definisce normalmente uralo-altaico. Castrén (1862) portò avanti la teoria ma classificò il turco nel gruppo che oggi si definisce uralico.
Nel 1857 Anton Boller suggerì l'inclusione del coreano e del giapponese; per quanto riguarda il coreano, G.J. Ramstedt e E.D. Polivanov compilarono nuove etimologie dal 1920. Il giapponese è stato spesso associato al coreano (per esempio da Samuel Martin nel 1966) e dal 1971 Roy Miller ha proposto la parentela di entrambi con il gruppo altaico. Questa teoria è stata sostenuta e sviluppata anche da altri glottologi come Sergei Starostin.
Alcuni studiosi hanno voluto estendere i confini della famiglia altaica fino a comprendere l'ainu (Street, 1962 e Patrie, 1982). Più raramente è stata associata al tamil, al nivkh e all'ungherese, alle lingue paleosiberiane e alle lingue americane ma queste teorie sono state rifiutate da vari studiosi.
Uno degli enigmi delle lingue altaiche è la natura della coincidenza fonetica tra le articolazioni dei suoni r/l e š/s (z), ossia del cosiddetto rotacismo.

## Controversie
Ci sono due scuole di pensiero a proposito della teoria altaica. La prima considera i sottogruppi principali (generalmente il turco, il mongolico e il tunguso, con l'aggiunta del coreano e del giapponese nella teoria estesa) come derivati geneticamente, o per divergenza, da un antenato comune, il "proto-altaico". La seconda, al contrario, propone che la relazione tra le lingue derivi da una convergenza, che si manifesta ad esempio nei prestiti linguistici.
Secondo i suoi oppositori, la teoria altaica sarebbe basata soprattutto su similitudini di natura tipologica, come l'armonia vocalica, la mancanza di genere grammaticale, caratteristiche agglutinanti e prestiti linguistici. In effetti i suoi sostenitori hanno raccolto una notevole quantità di corrispondenze grammaticali, lessicali e sintattiche tra i sottogruppi altaici (Ramstedt, Poppe, Martin, Starostin), ma gli oppositori spiegano questi fenomeni come principalmente dovuti a mutua influenza e a stretti contatti storici tra i parlanti altaici. In realtà la teoria altaica è condivisa da molti linguisti, sebbene alcuni propongano ipotesi differenti come quella che considera il gruppo altaico composto da tre diverse famiglie linguistiche (Doerfer, 1963). Altri linguisti, come Bernard Comrie (1992, 2003), considerano la famiglia altaica come parte di insiemi più grandi quali il cosiddetto nostratico. Per contro, J. Marshall Ungar (1990) ha ipotizzato per il coreano e il giapponese l'appartenenza ad un sottogruppo altaico definito "macro-tunguso".
Oggi, con un'analisi degli scritti più antichi turchi e mongolici, molti studiosi non ritengono più che esista una famiglia altaica, ma che le somiglianze siano dovute a vicinanza e a prestiti tra queste lingue. Questo perché le analisi hanno mostrato che più sono antichi gli scritti, più questi mostrano differenze tra le lingue, mentre, se esistesse una famiglia linguistica, dovrebbero dimostrare ulteriori somiglianze tra le lingue in questione.